# Renata Olszewska
Renata Olszewska (ur. 9 kwietnia 1976) – polska lekkoatletka, specjalizująca się w siedmioboju, medalistka mistrzostw Polski, reprezentantka Polski.

## Kariera sportowa
Była zawodniczką AZS-AWF Biała Podlaska.
Na mistrzostwach Polski seniorek na otwartym stadionie zdobyła jeden medal: brązowy w siedmioboju w 1998. W 1999 wywalczyła w pięcioboju brązowy medal halowych mistrzostw Polski seniorek.
W 1998 wystąpiła w zawodach Superligi Pucharze Europy w wielobojach, zajmując 28. miejsce z wynikiem 5350.
Rekord życiowy w siedmioboju: 5562 (7.06.1998).